# San Luis (Comayagua)
San Luis é uma cidade hondurenha do departamento de Comayagua.